# Dār al-Faraj
La Dār al-Faraj (la Casa del Sollievo), più conosciuto come maristan di Marrakesh, fu un importante ospedale di epoca medievale, non più esistente, edificato per volere del califfo almohade Abū Yūsuf Yaʿqūb al-Mansur. Attirò alcuni tra i migliori medici e studiosi del Maghreb e di al-Andalus (Spagna islamica).

## Storia
Fu il primo maristan a essere edificato nel Maghreb al-Aqsa (Marocco). Venne costruito verso la fine del XII secolo su commissione del califfo almohade Abū Yūsuf Yaʿqūb al-Mansur.

Lo storico Abd al-Wahid al-Marrakushi, vissuto in epoca almohade, lo descrisse in questo modo:
Vi lavorarono, tra gli altri, Ibn Tufayl e Ibn Rushd (più noto in Occidente come Averroè).
Cadde in rovina dopo la conquista di Marrakesh da parte dei Merinidi (1269), quando il sultano Abu Ya'qub Yusuf al-Nasr, verso il 1286, fece edificare a Fez il maristan di Sīdī Frej, che eclissò e fece cadere in rovina la Dār al-Faraj.